# Antonio Lafreri
Antonio Lafreri (auch Antoine Lafréry, * 1512 in Orgelet, Frankreich; † 1577 in Rom) war ein in Rom ansässiger Drucker, Kartenhändler und Verleger französischer Herkunft während der Renaissance. Lafreri gab als erster Bände von geographischen Karten in einem einheitlichen Format, die sogenannten Lafreri-Atlanten heraus.

## Leben
Lafreri stammte aus der Franche-Comté und ließ sich in Rom nieder, wo er in den Besitz zahlreicher Kupferplatten Marcantonio Raimondis kam. In den 1540er Jahren brachte er eigene Drucke mit Ansichten des antiken und des modernen Rom heraus, und nach 1548 erschienen über 130 dieser Stiche unter dem Titel „Speculum romanae magnificentiae“ (Ein Spiegel von der Pracht Roms). Das Werk fand bei Reisenden großen Anklang und machte Lafreri zum ersten bedeutenden Verleger von Graphiken.
Um 1570 gab Lafreri eine Sammlung von Karten in gleichem Format unter dem Titel Geographia, tavole moderne di geografia de la maggior parte del mondo heraus, während in den üblichen Kartensammlungen der Zeit Karten unterschiedlichster Formate zusammengeheftet wurden. Der Titel seiner Geographia war mit einem  Kupferstich des Titanen Atlas der griechischen Mythologie versehen, der anstatt des Himmelsgewölbes den Erdball auf den Schultern trägt.
Von Lafreri haben sich außerdem Nachdrucke der Mercator-Weltkarte von 1538 erhalten, die bis 1602 in immer neuen Auflagen erschienen.